# خورخي ليما
خورخي ليما هو متسابق يخت برتغالي، ولد في 29 يناير 1981 في كاشكايش في البرتغال.

## وصلات خارجية
- خورخي ليما على موقع الاتحاد الدولي للملاحة الشراعية (موقع جديد) (الإنجليزية)
- خورخي ليما على موقع اللجنة الأولمبية الدولية (الإنجليزية)
- خورخي ليما على موقع أوليمبيديا (الإنجليزية)